# Албанци у Црној Гори
Албанци у Црној Гори (алб. Shqiptarët në Mal të Zi) јесу најбројнија несловенска мањина у Црној Гори. По попису становништва 2023. Албанци по националности чине 4,97% становништва односно 30.978 лица, а албански језик је матерњи 5,25% становништва односно 32.725 лица. Албанци чине већину у Општини Улцињ (73,53% са 15,078 лица), а значајан део становништва чине и уОпштини Тузи (62,55% са 8,119 лица) , Општини Бар (4,19% са 1,919 лица), Општини Гусиње (34,38% са 1,352 лица), Општини Рожаје (5,07% са 1,176 лица) и Општини Плав (9,43% са 853 лица).

## Историја
Албанци у Црној Гори су аутохтоно становништво. Након територијалне експанзије Црне Горе према територијама настањене од стране Албанаца 1878. године, Албанци су по први пут постали грађани те државе. Албанци који су узели црногорско држављанство су били муслимани и католици, а живели су у градовима Бар и Улцињ са окружењем, на обали реке Бојане и Скадарскога језера, као и у Затријебачи.
После Балканских ратова, у састав Црне Горе су ушле нове територије настањене Албанцима. Црна Гора је тада добила део Малесије, укључујући Хот и Груду, односно град Тузи као седиште, Анамали, Плав, Гусиње, Крајину, Ругову, Пећ и Ђаковицу. На подручју Плава, Гусиња и Пећи, локалне црногорске власти су у првим месецима 1913. године извршиле злочине над муслиманима тих градова.
Са стварањем Краљевине Срба, Хрвата и Словенца, након Првог светског рата, Албанци у Црној Гори су били дискриминисани и одузета су им њихова права. Положај Албанца ће се побољшати у вријеме Титове Југославије. Средином 20. века, у Црној Гори је живело око 20.000 Албанаца и њихов број ће расти све до краја тог века. Од краја 20. века број Албанаца је почео да опада као резултат миграција.

## Култура

### Језик
Албанци у Црној Гори говоре гегијски дијалекат албанског језик, док по Попису становништва у Црној Гори 2011. године 32.671 говорника се изјаснило да им је албански језик матерњи (5,27% популације).
Албански језик (заједно са српским, хрватским и бошњачким језиком) је језик у службеној употреби, службено признат као мањински језик.

### Вера
По верској припадности, Албанци у Црној Гори су већина муслимани (73,13%), док су остали католици (26,13%). 
| Општина         | Албанци | Албанци   | Албанци  |
| --------------- | ------- | --------- | -------- |
| Општина         | Укупно  | Муслимани | Католици |
| Улцињ           | 14,076  | 12,313    | 1,704    |
| Подгорица       | 9,538   | 3,521     | 5,929    |
| Бар             | 2,515   | 2,451     | 46       |
| Плав (и Гусиње) | 2,475   | 2,344     | 108      |
| Рожаје          | 1,158   | 1,157     | 1        |

### Образовање
Влада Црне Горе обезбеђује образовање на албанском језику на основном и средњем образовању, док од 2004. године постоји самостални студијски
програм за образовање учитеља на
албанском језику на Универзитету Црне Горе.
Осново образовање на албанском језику се реализује се у 12 основних школа. Средње образовање на албанском језику се реализира у гимназији у Тузима, средњу мешовиту школу "Бећо Башић" у Плаву и средњу мешовиту школу "Братство-јединство" у Улцињу, као и у приватну гимназију "Дрита" у Улцињу.